# Matisia hirsutissima
Matisia hirsutissima är en malvaväxtart som beskrevs av Fern.Alonso. Matisia hirsutissima ingår i släktet Matisia och familjen malvaväxter. Inga underarter finns listade i Catalogue of Life.